# Cherson
Cherson (Oekraïens: Херсон, [xerˈson] (uitspraakⓘ), Russisch: Херсон [ˈxʲɪrson]) is een havenstad in Oekraïne met 283.649 inwoners en de hoofdstad van de gelijknamige oblast Cherson. De stad ligt op de rechteroever van de Dnjepr, die 70 km verder via de Dnjepr-Zuidelijke Boeg-liman in de Zwarte Zee uitmondt.

## Geschiedenis
Cherson werd in 1778 in opdracht van tsarina Catharina de Grote gesticht en werd genoemd naar de oude Griekse kolonie Chersonesos, waarvan men vermoedde dat deze in de buurt gelegen had. In werkelijkheid bevond ze zich veel zuidelijker op de Krim. Veldmaarschalk Grigori Potjomkin had de tsarina een plan voor de stad en een scheepswerf voorgelegd dat zij op 31 mei 1778 goedkeurde. De locatie was niet opportuun, in de rivier lagen ondiepten en stroomversnellingen waardoor de stad per schip moeilijk was te bereiken. Bij een gebrek aan een beter alternatief werd toch voor deze locatie gekozen.
Al het bouwmateriaal moest van ver worden aangevoerd. Het hout uit het noorden van Rusland kwam in vlotten de Dnjepr afgedreven. Potjomkin huurde vaklui en honderden bouwvakkers in om de bouw te realiseren. In mei 1779 werd de eerste kiel gelegd voor een oorlogsschip van wat later de Zwarte Zeevloot zou worden. De stroomversnellingen en ondiepten stroomopwaarts van de stad werden weggebaggerd waardoor in 1783 het scheepvaartverkeer van en naar het noorden niet meer gehinderd werd. Handelaren volgden de soldaten en in 1786 telde de stad al 10.000 inwoners, naast zo'n 30.000 soldaten.
In het stadscentrum staan nog gebouwen die Potjomkin heeft laten bouwen. Het fort is verdwenen met uitzondering van twee poorten. Het arsenaal en het admiraliteitsgebouw staan er nog, net als de Catharinakathedraal waar Potjomkin tot oktober 2022 lag begraven. Tijdens de Russische invasie van Oekraïne verwijderde Rusland zijn beenderen uit het graf onder het mom van de evacuatie van de stad.

### Russische invasie en bezetting
De gevechten rondom de stad  begonnen op 24 februari 2022, de eerste dag van de Russische invasie van Oekraïne. Cherson kwam op 2 maart 2022 onder Russische controle te staan, als eerste belangrijke regionale hoofdstad in Oekraïne.
Vanaf 5 maart waren er protesten tegen de Russische bezetters, waar meer dan 2.000 mensen op afkwamen. Meerdere betogers raakten gewond door schoten van het Russische leger.
In juli 2022 begon het Oekraïense leger onder andere rondom Cherson een grootschalig tegenoffensief met behulp van geavanceerde Amerikaanse wapensystemen die waren aangeleverd. In oktober 2022 werden de burgers geëvacueerd voor de op handen zijnde Slag om Cherson. Op 11 november kreeg Oekraïne de stad weer in handen na een aangekondigde terugtrekking van het Russische leger.

## Klimaat
Volgens de Klimaatclassificatie van Köppen heerst er een vochtig continentaal klimaat. De gemiddelde temperatuur op jaarbasis is 10,3°C. De extreme temperaturen liggen ver uiteen, in januari 2006 was er een koude record van −26,3 °C en in augustus 2010 bereikte de thermometer een recordhoogte van 40,7 °C. Over het hele jaar valt er gemiddeld 450 millimeter neerslag, de verschillen tussen de natste en droogste maand zijn bescheiden. Van december tot en met maart is het land met sneeuw bedekt.

## Geboren
- Moshe Sharett (1894-1965), premier van Israël
- Sergej Bondartsjoek (1920-1994), filmregisseur, scenarioschrijver en acteur (geboren in een dorp 15 km ten westen van Cherson)
- Larissa Latynina (1934), turnster. Zij is met 18 medailles een van de meest succesvolle deelnemers aan de Olympische Spelen ooit.
- Sergej Stanisjev (1966), Bulgaars politicus
- Tetjana Lysenko (1975), turnster
- Andrij Protsenko (1988), atleet
- Oleksandr Karavajev (1992), voetballer
- Viktor Kovalenko (1996), voetballer

## Galerij

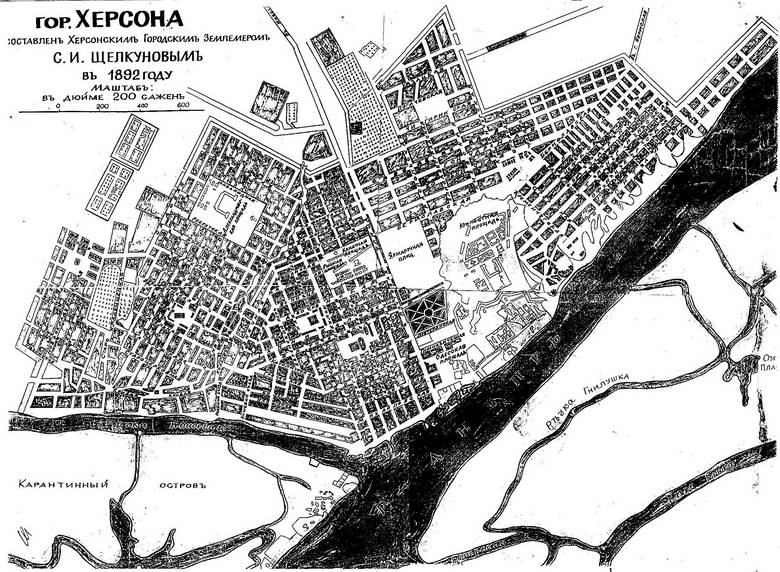
stadskaart uit 1892
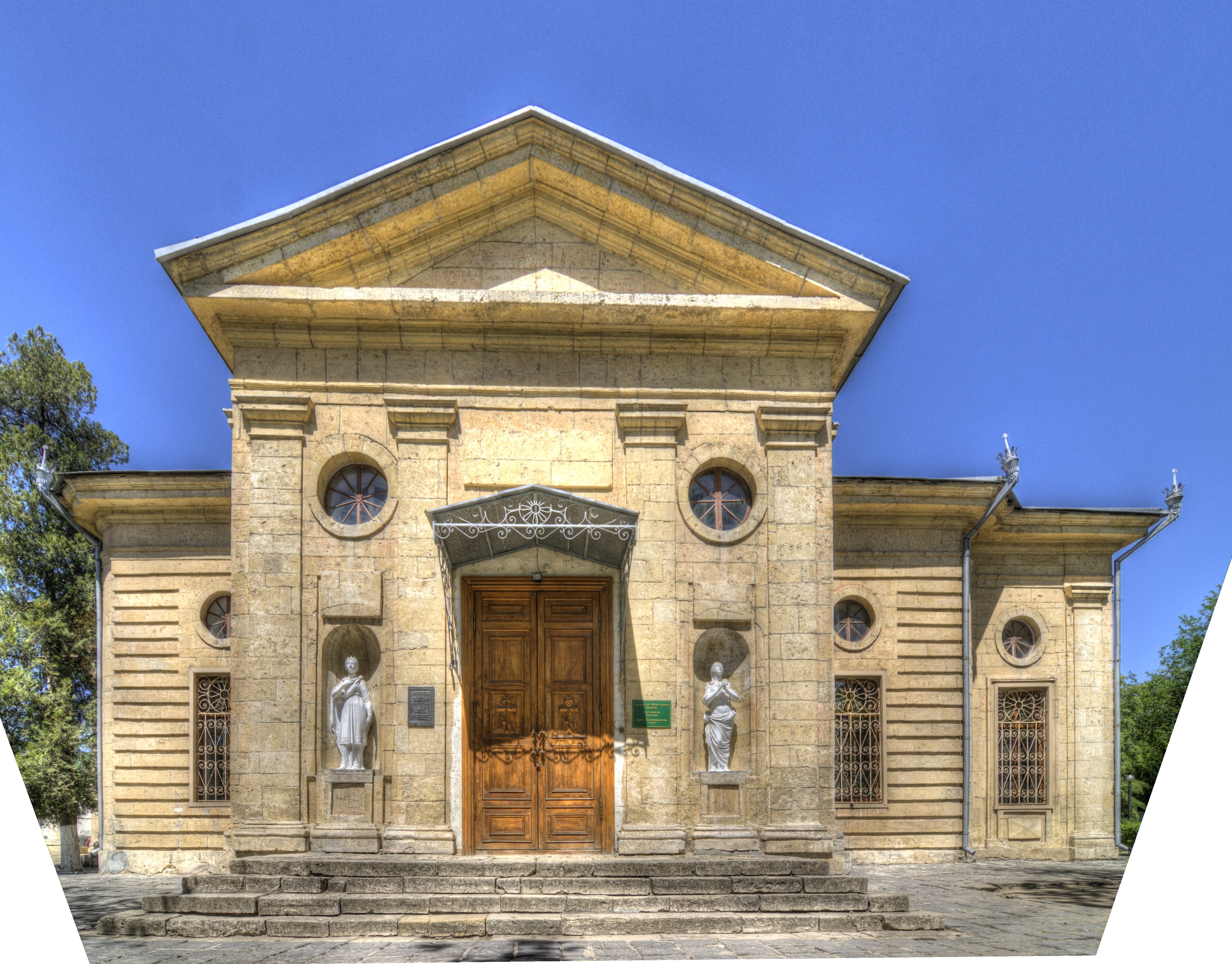
Catharinakathedraal
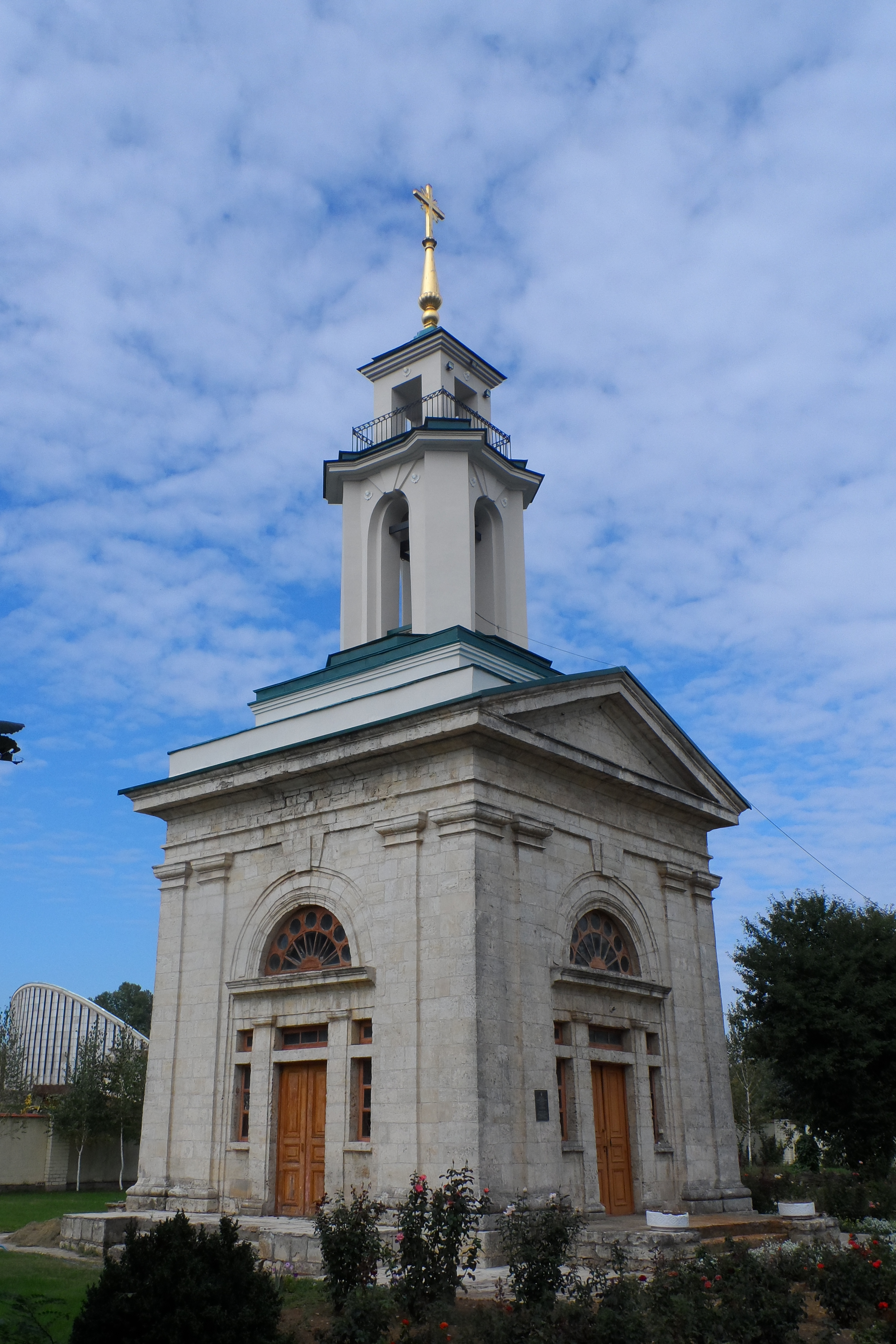
Klokkentoren van kathedraal
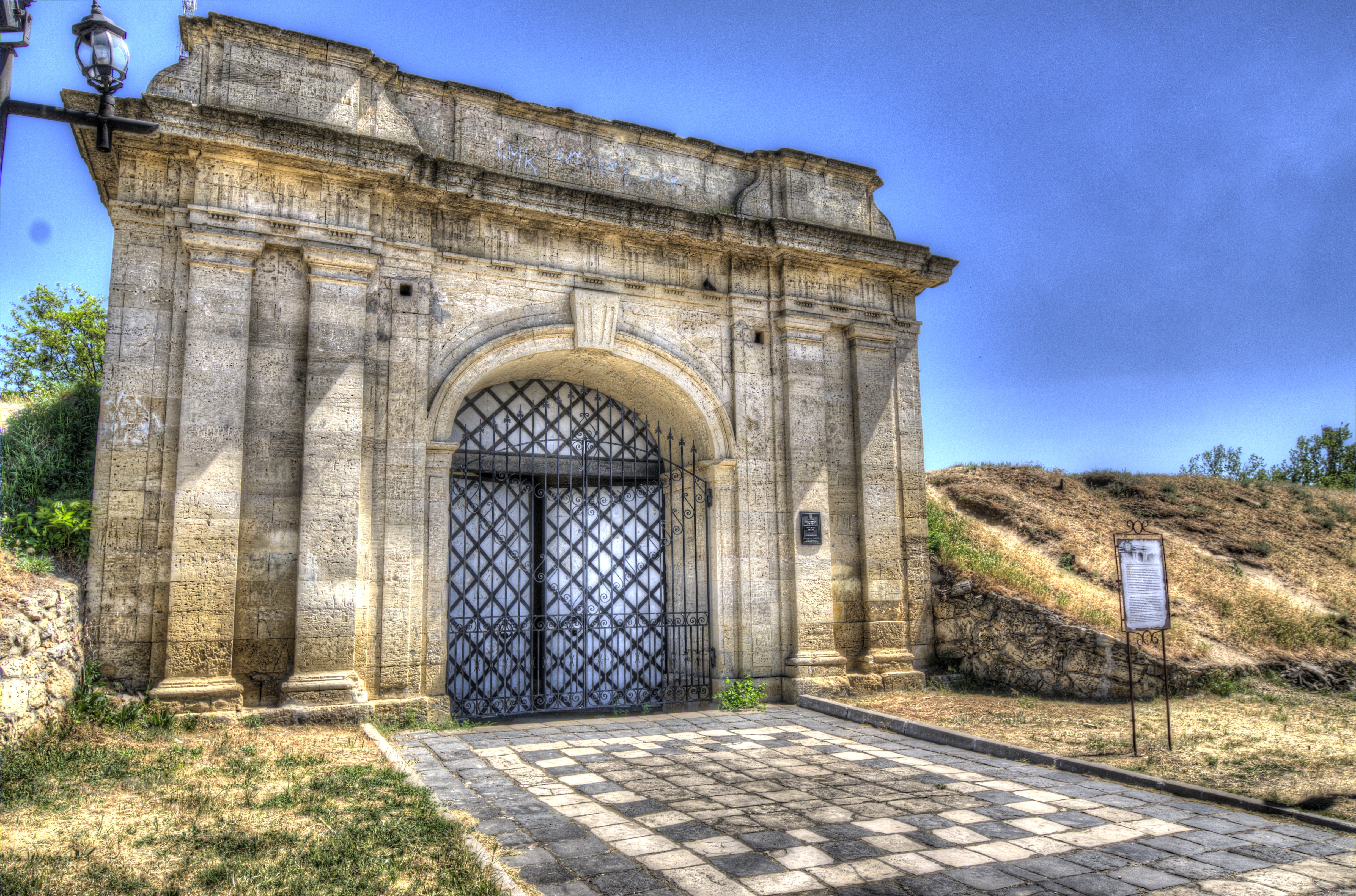
Oude toegangspoort van het fort
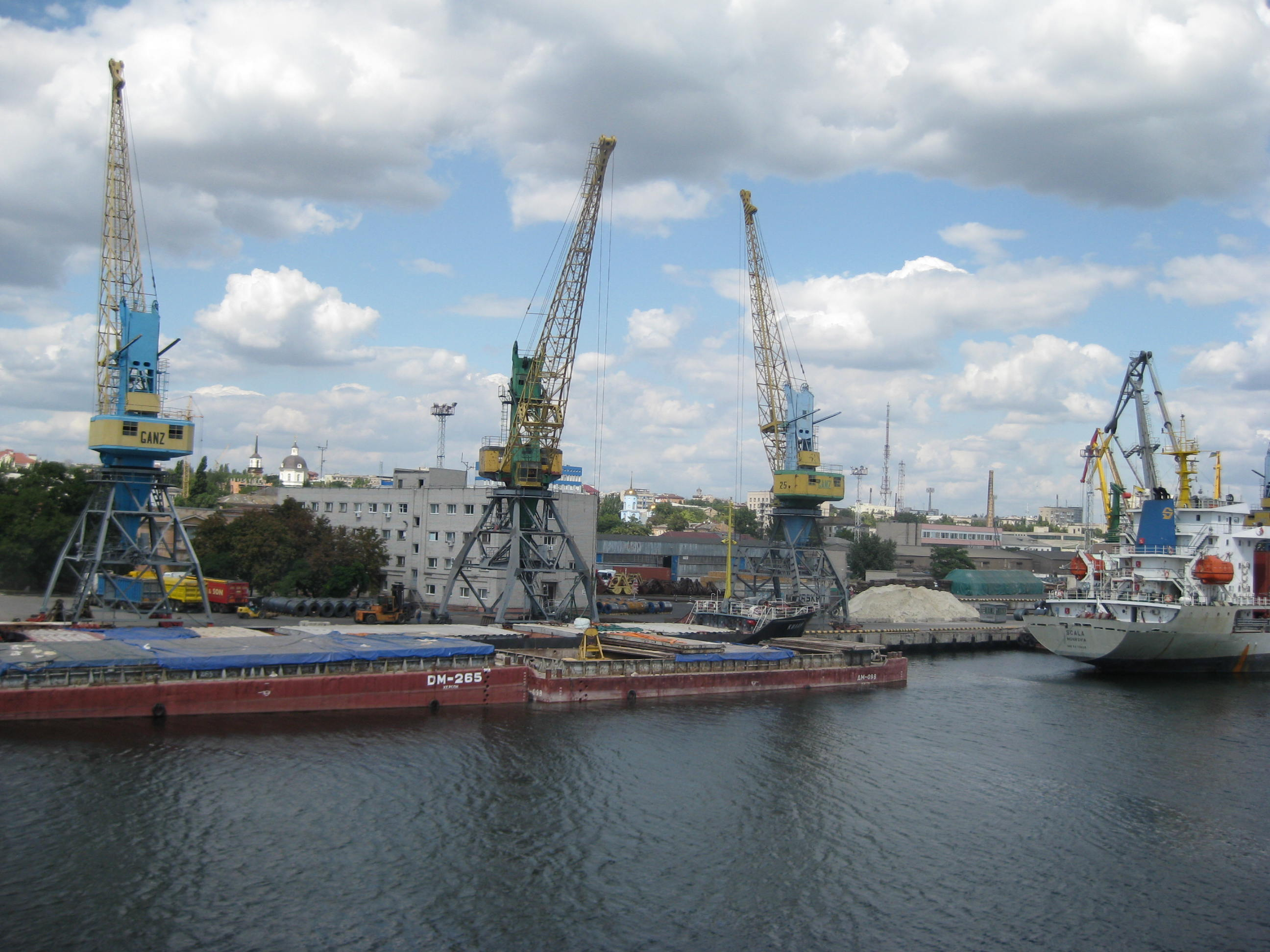
De haven van Cherson
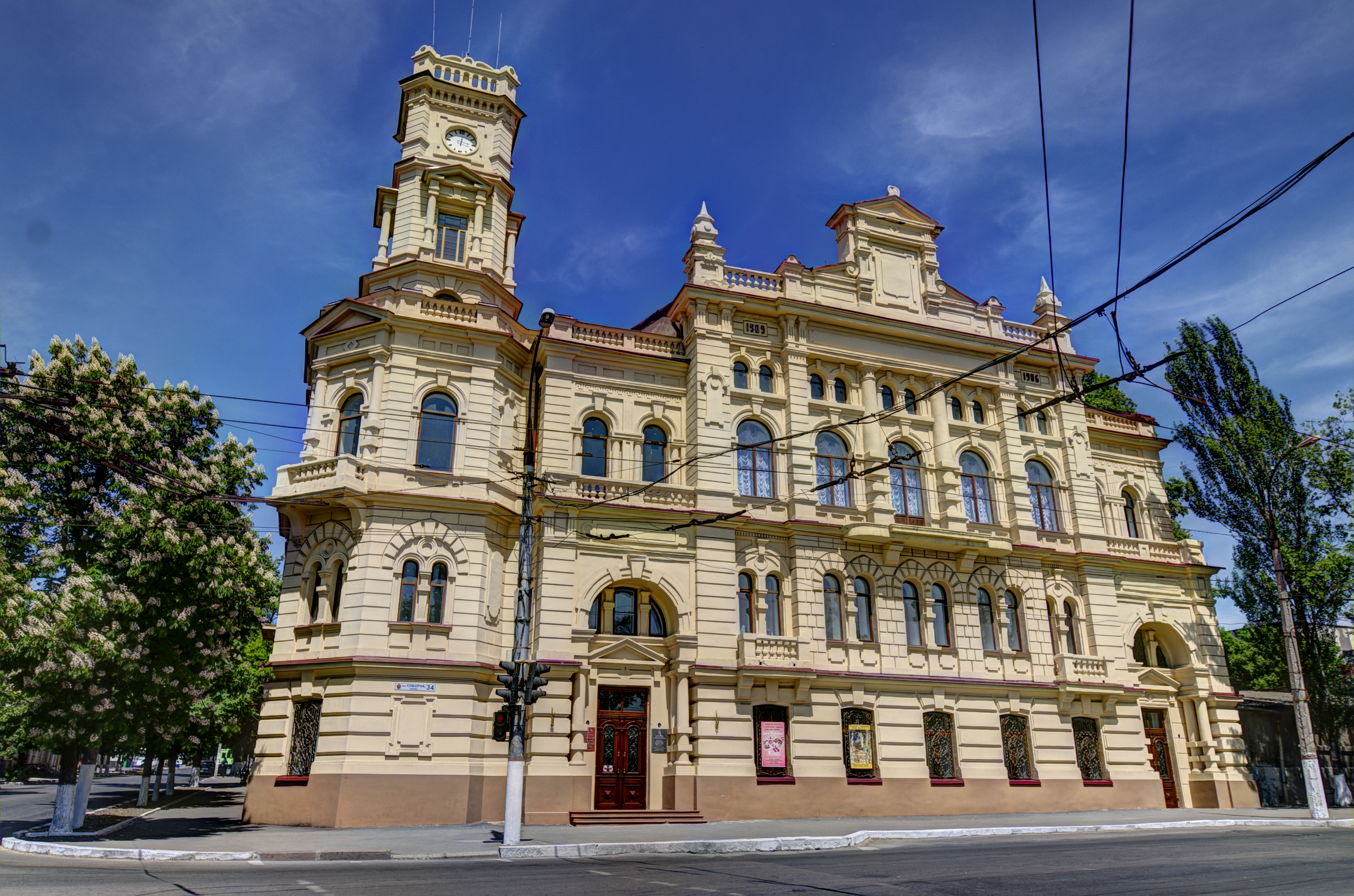
Kunstmuseum
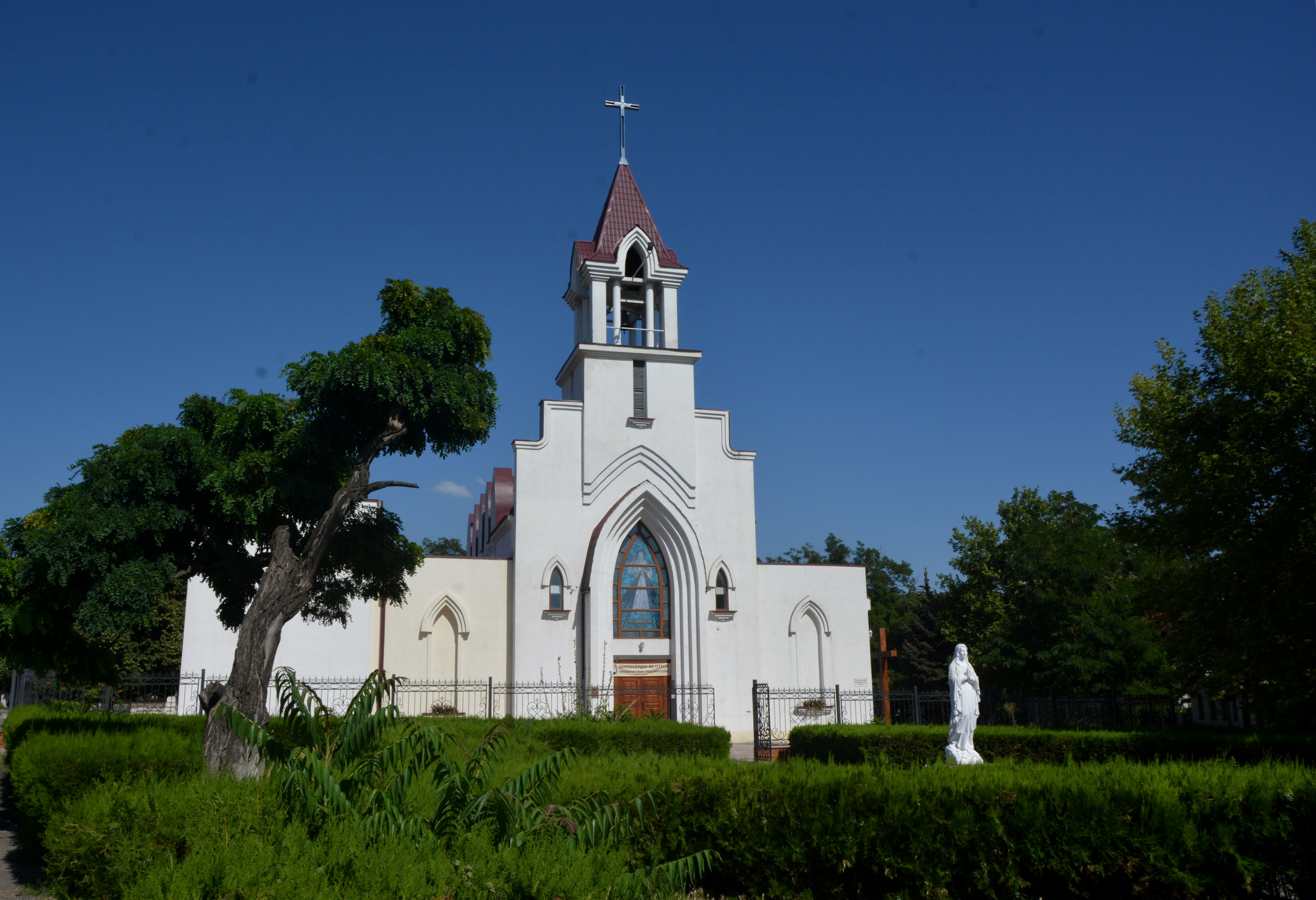
Heilige Hartkerk